# Dražen Žanko
Dražen Žanko (Signo, ...) è un cantautore croato.

## Biografia
Esponente di spicco della cosiddetta nuova musica popolare croata, ha acquisito notorietà grazie alle numerose partecipazioni al Festival di Spalato a partire dal 1980. Tra i suoi brani più conosciuti, principalmente dedicati alle tradizioni e ai valori della valle del Cetina, si ricordano Od stoljeća sedmog, Konoba, Zagora me rodila.